# 李平 (北魏)
李平（5世纪—516年），字曇定，又作雲定。頓丘郡（郡治今河南清丰）人，中国北魏軍事人物、政治人物。

## 生平
彭城王李嶷的長子。成長时涉猎群書，喜好礼、易，有文才。太和初年，受通直散騎侍郎之位。父亲去世，以服喪的孝行知名。太和十六年（492年）嗣父爵，按例降格为彭城公。任太子中舍人，受散騎侍郎之位。转任太子中庶子。自求外任，魏孝文帝任命他为长乐郡太守。魏孝文帝南征軍起，李平以太守兼冀州儀同開府長史。代行河南尹，豪族权貴忌惮屏息。魏宣武帝即位，李平代行河南尹如故，任黄門郎，转任司徒左長史。后来長史如故，正式担任河南尹。
宣武帝行幸鄴城，李平上表劝諫，宣武帝不听。宣武帝命李平以本官行相州事，宣武帝到达鄴城，亲自到李平的宅邸。正式任命李平为相州刺史，加征虜将軍之号。李平在相州劝课农桑，修太学，促进儒教教育。简试通儒以充博士。于讲堂作孔子及七十二弟子图，李平亲自作赞。後加号平東将軍、召還洛陽兼度支尚書。后来正式担任度支尚書，兼御史中尉。
永平元年（508年）、京兆王元愉在冀州信都起兵反乱，李平担任使持節、都督北討諸軍事、鎮北将軍、行冀州事討伐反乱。平定冀州後，召還洛陽，以本官兼相州大中正。
李平被尚書令高肇、侍御史王显衔恨。王显代李平为御史中尉，王显弹劾李平在冀州违法，李平官爵被剥奪。延昌元年（512年），宣武帝恢复李平的官爵，任命他为度支尚書、中書令。延昌四年（515年），魏孝明帝即位，转任吏部尚書，加撫軍将軍之号。灵太后封他为武邑郡開国公。
南朝梁左游撃将軍趙祖悦据守硤石，率数万兵逼近寿春。北魏鎮南将軍崔亮出兵攻打，战敗。熙平元年（516年），李平以本官使持節、鎮軍大将軍、兼尚書右僕射为行台，統率諸軍，攻打趙祖悦。王神念、昌義之率梁朝援軍在下蔡被崔延伯阻挡，崔亮和李崇乘夜攻打硤石城。第二天硤石開城投降伏，李平斬趙祖悦，首級送洛陽。以战功正式任命为尚書右僕射，加散騎常侍之位。
凱旋回洛陽，灵太后召李平于宣光殿，赐金装刀一口。当年冬天去世。追贈侍中、驃騎大将軍、儀同三司、冀州刺史，諡文烈公。生前所作詩賦、文章、諫言收入文集。

## 家庭

### 父母
- 李嶷，北魏彭城王
- 广平刘氏，北魏南部主书、易阳子刘宗之姐姐

### 子女
- 李獎
- 李諧
- 李邕（字修穆，官至著作佐郎、高陽王元雍友，以俊英秀才知名，二十五岁去世）

## 延伸阅读
[在维基数据编辑]
 在维基文库阅读此作者作品
 《魏書·卷65》，出自魏收《魏书》